# Страйд, Мел
Сэр Мелвин Джон Страйд (англ. Melvyn John Stride; род. 30 сентября 1961, Илинг, Мидлсекс) — британский политик, член Консервативной партии, лидер палаты общин и лорд-председатель Совета (2019). Министр труда и пенсий Великобритании (2022—2024).

## Биография
Окончил Портсмутскую грамматическую школу и Сент-Эдмунд Холл Оксфордского университета.
В 2010 году избран в Палату общин от Консервативной партии в округе Центральный Девон. В парламенте получил репутацию специалиста по продвижению особо непопулярных законопроектов — в частности, защищал программу борьбы с уклонением от налогов, которая предполагала проверку платежей за 20 предыдущих лет. Оказывал поддержку Майклу Гоуву в период борьбы за лидерство в партии.
Получил должность парламентского личного секретаря министра дополнительного образования, профессионального обучения и постоянного образования Джона Хэйза. С июля 2014 по май 2015 года являлся помощником парламентского организатора, затем до июля 2016 года — лордом-комиссаром Казначейства. 12 июня 2017 года занял кресло финансового секретаря Казначейства, а 13 июня — генерального казначея.
23 мая 2019 года назначен лидером Палаты общин и лордом-председателем Совета во втором кабинете Мэй после отставки Андреа Ледсом.
24 июля 2019 года при формировании первого правительства Бориса Джонсона не получил никакого назначения.
25 октября 2022 года по завершении правительственного кризиса был сформирован кабинет Риши Сунака, в котором Страйд получил портфель министра труда и пенсий.
5 июля 2024 года после поражения консерваторов на парламентских выборах было сформировано лейбористское правительство Кира Стармера, в котором портфель министра труда и пенсий получила Лиз Кендалл.
8 июля 2024 года включён в состав временного теневого правительства Риши Сунака в должности теневого министра труда и пенсий.
5 ноября 2024 года по завершении выборов нового лидера Консервативной партии, на которых Страйд выставил свою кандидатуру, но выбыл из борьбы на ранних этапах, новый лидер консерваторов Кеми Баденок сформировала свой теневой кабинет, в котором Мел Страйд занял важный пост теневого канцлера Казначейства.